# Occidentalismo

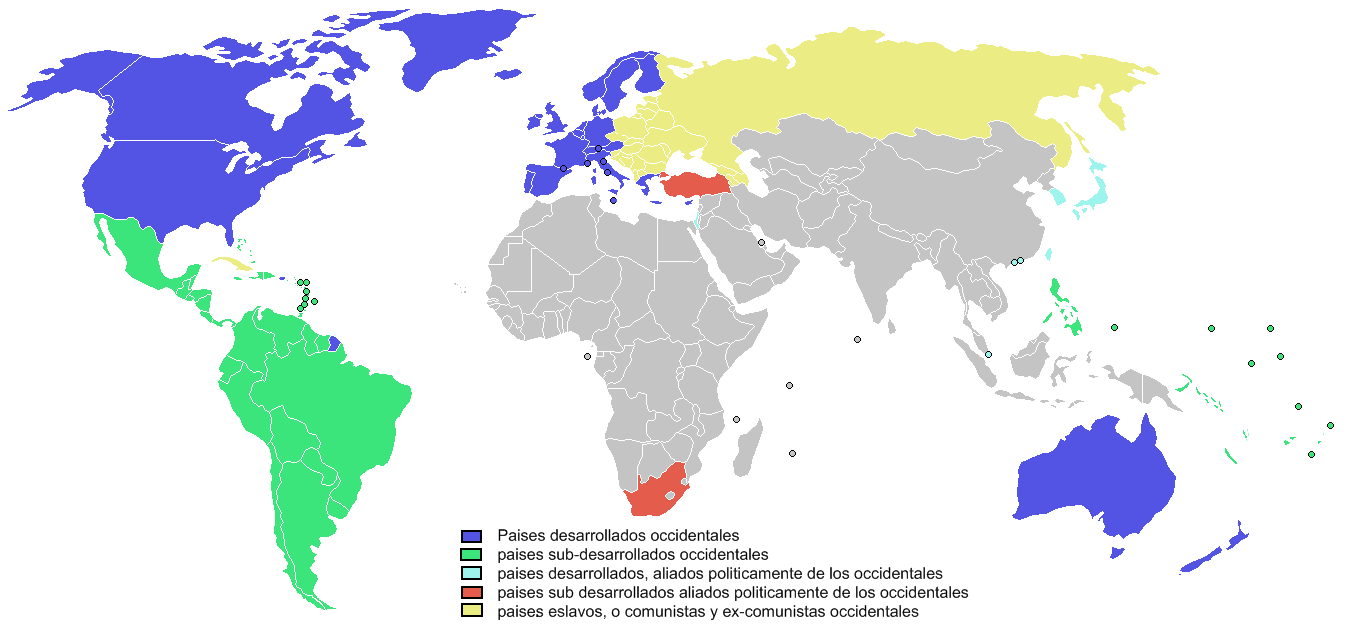
Clasificación amplia de Occidente:
- Los países del Bloque Occidental (azul oscuro).
- Los países ex-comunistas del Bloque Oriental (amarillo).
- Los países aliados desarrollados (azul claro).
- Los países aliados subdesarrollados (rojo).
- Los países subdesarrollados (verde).

Occidentalismo es un término que se utiliza para referirse a los puntos de vista estereotipados y, a veces deshumanizadores, sobre Occidente, concretamente los países de América Septentrional, los de Europa occidental, Australia y Nueva Zelanda. El término ha sido popularizado por los filósofos Ian Buruma y Avishai Margalit en su obra Occidentalism: the West in the Eyes of its Enemies (2004), traducida al español como Occidentalismo. Breve historia del sentimiento antioccidental (2005).  
Aunque sería más razonable utilizar el término antioccidentalismo para referirse a estos puntos de vista, según el Diccionario de la Real Academia Española esta palabra tiene dos definiciones en castellano: “1. Carácter occidental. 2. Defensa de los valores que se consideran propios del mundo occidental o inclinación hacia algunos de ellos”. Generalmente se utiliza occidentalismo como inversión de orientalismo, conocido término acuñado por Edward Said en 1978 para referirse a los estereotipos y clichés establecidos por los occidentales respecto a Oriente, a través de la exageración de las diferencias culturales y la presunta superioridad de Occidente, lo que llevaría a representaciones culturales inexactas que subyacen en la visión del pensamiento occidental sobre el mundo oriental muchas veces deshumanizadores y negativos. Según Said el orientalismo es mucho más valioso como signo del poder europeo-atlántico sobre Oriente que como discurso verídico sobre Oriente. 

## Occidente visto desde Oriente
Las concepciones negativas en Oriente hacia la cultura occidental se remontan a la actitud de los persas ante la cultura griega y romana, o a posteriores batallas entre el Islam y la Cristiandad, como la conquista de Constantinopla por parte del imperio islámico de los otomanos en 1453, que fue considerada como una catástrofe para la Cristiandad, pues suponían que los "bárbaros" destruirían gran parte del saber clásico. Sin embargo, la definición de la oposición este/oeste ha sido muy inestable.
Existen numerosos trabajos que critican al dominio imperial y colonial de los estados-nación europeos en Oriente durante el siglo XIX, detectando la reproducción de ideas de racialidad y superioridad al ponerse en contacto con los “otros”.Los especialistas de la historia de la cultura, interesados en la identidad y los encuentros culturales, sugieren nuevos argumentos acerca del pasado, como la idea de que al enfrentarse diferentes culturas se producen dos reacciones contrapuestas: la primera sería negar o ignorar la distancia cultural (asimilar al "otro" como un reflejo propio), y la segunda sería la invención consciente o inconsciente de otra cultura opuesta a la propia.  Una de las corrientes propone que en la época existía un profundo desconocimiento de las tradiciones historiográficas orientales, promovido por la dominación colonial europea, y la idea de progreso condujo en parte a la negación de la historia de estos pueblos o a una nueva representación histórica bajo las pautas de la mirada occidental. Dentro de esta concepción destaca la tendencia europea de imponer su propia historia sobre el mundo en general, y aboga por la erradicación de nociones "erróneas" que influyeron en la disciplina académica y el discurso popular, como la invención por parte de Europa de instituciones y valores como la democracia, el capitalismo mercantil y la libertad, pues para ellos estas mismas existían en otras sociedades, de esta manera proponen una crítica que busca dar importancia al pasado no europeo, para no asumir la superioridad unilateral de Europa en el mundo premoderno, que llevaría a una representación distorsionada del mundo y la historia. 
Otra de las concepciones plantea que Occidente ha gobernado el mundo durante mucho tiempo, considerándose naturalmente superior, analizando cómo los defensores de la empresa colonial creían en el deber de las razas superiores de civilizar a las razas inferiores, llevando su cultura y religión. Además se explora un desafío a la visión tradicional del Renacimiento, la cuna del capitalismo moderno, como un período europeo exclusivamente blanco y superior, debido a que plantean una teoría en donde argumentan una influencia de Oriente a través de intercambios culturales y comerciales, destacando la falta de fronteras claras entre ambos continentes que impulsó exploraciones, descubrimientos y el tráfico de esclavos transatlántico; el importante papel del Imperio otomano en el comercio internacional, mencionando como los mercaderes europeos traficaban exóticos productos orientales, también incorporaban las prácticas de comercio árabes e islámicas como las herramientas de contabilidad (sistema numérico indoarábigo).La corriente encargada de criticar explícitamente al eurocentrismo, que lo considera como una "invención ideológica" en donde Europa se postula como exclusivamente occidental, con raíces culturales griegas y romanas, dejando de lado los contactos e intercambios del mundo griego con Oriente. Esta concepción se fortalecería en el siglo XVIII, durante el período de la Ilustración, acompañada del racismo que ordena jerárquicamente a los pueblos según el color de piel y asocia las características físicas con cualidades morales y conductas (inferioridad, primitivismo, salvajismo), de esta manera Europa pasaría a ser el centro de la historia mundial relegando a las otras culturas a transformarse en su "periferia".

## El occidentalismo desde Occidente
Buruma y Margalit opinan que el sentimiento de resistencia nacionalista e indigenista contra Occidente tiene sus raíces, en realidad, en la propia cultura occidental, en ciertas corrientes utópicas radicales y en los nacionalismos conservadores, opuestos ambos al capitalismo, el liberalismo y la secularización.  Muchas de las manifestaciones occidentalistas procederían de la influencia que recibieron los intelectuales orientales de ciertas ideas occidentales, como la supremacía de la nación-estado, el irracionalismo propio del Romanticismo o el rechazo a las democracias liberales.  Buruma y Margalit sitúan el origen último de estas ideas en el Romanticismo alemán y en los debates entre los "pro-occidentales" y los paneslavistas en la Rusia del siglo XIX, así como en las diversas prolongaciones de estos últimos en el maoísmo, el panarabismo, el sionismo o el nacionalismo japonés y otros movimientos.